# گورستان خان باباچمنی
قبرستان خان باباچمنی در شهرستان بوئین‌زهرا، بخش اّوج، روستای آدار واقع شده و این اثر در تاریخ ۲۵ اسفند ۱۳۸۰ با شمارهٔ ثبت ۵۵۳۳ به‌عنوان یکی از آثار ملی ایران به ثبت رسیده است.